# Jagiellonia Białystok w sezonie 1928
Wojskowy Klub Sportowy 42 Pułku Piechoty w Białymstoku (protoplasta Jagiellonii Białystok) przystąpił do rozgrywek Klasy B (Warszawskiego Okręgowego Związku Piłki Nożnej). 

## III poziom rozgrywek piłkarskich
W roku 1928 oficjalnie Białystok i Grodno przystępują do rozgrywek w Warszawskim Okręgu. Tworzą się dwie klasy B, jedna grupa białostocka, a druga grodzieńska. 
Pomimo zwycięstwa białostockiego WKS-u oraz Cresovi z Grdona drużyny nie przystępują do rozgrywek klasy A w Warszawskim Okręgu. Dzieje się tak za sprawą decyzji o powołaniu samodzielnego okręgowego związku piłki nożnej z siedzibą w Białymstoku.

## Końcowa Tabela – Klasa B (podokręg białostocki)
| Lp.         | Drużyna              | M  | Z | R | P | Bramki | Bramki | Różn. | Pkt. | Uwagi |
| ----------- | -------------------- | -- | - | - | - | ------ | ------ | ----- | ---- | ----- |
| 1           | WKS 42PP Białystok   | 10 | 7 | 1 | 2 | 40     | 16     | +24   | 15   |       |
| 2           | Makabi Białystok     | 10 | 6 | 3 | 1 | 29     | 16     | +13   | 15   |       |
| 3           | ŻKS Białystok        | 10 | 6 | 2 | 2 | 36     | 14     | +22   | 14   |       |
| 4           | PKS Sparta Białystok | 10 | 5 | 2 | 3 | 23     | 16     | +7    | 12   |       |
| 5           | Jutrznia Białystok   | 10 | 1 | 0 | 9 | 8      | 38     | -30   | 2    |       |
| 6           | HKS Białystok        | 10 | 1 | 0 | 9 | 8      | 44     | -36   | 2    |       |
| [ 1 ] [ 2 ] |                      |    |   |   |   |        |        |       |      |       |

- WKS 42PP Białystok oraz Makabi Białystok zdobyły taką samą liczbę punktów (po 15), zgodnie z regulaminem odbył się dodatkowy mecz, który zwyciężyła drużyna wojskowych.

```
Dodatkowy mecz o 1-mce w grupie białostockiej:
11.11.1928 Białystok – 
WKS 42PP Białystok
: 
Makabi Białystok
 3:0
```

- Mecze o mistrzostwo podokręgu białostockiego

```
25.11.1928 Grodno – 
Cresovia Grodno
: 
WKS 42PP Białystok
 1:1
9.12.1928 Białystok – 
WKS 42PP Białystok
: 
Cresovia Grodno
 2:3
```

## Mecze
| Mecze i wyniki | Mecze i wyniki         | Mecze i wyniki          | Mecze i wyniki | Mecze i wyniki | Mecze i wyniki       | Mecze i wyniki | Mecze i wyniki  | Pozycja w lidze | Pozycja w lidze | Pozycja w lidze |
| Lp. | Data                   | Rozgrywki               | F.             | D/W            | Przeciwnik           | Wynik          | Strzelcy bramek | M.              | P.              | B.              |
| --- | ---------------------- | ----------------------- | -------------- | -------------- | -------------------- | -------------- | --------------- | --------------- | --------------- | --------------- |
| {\displaystyle 1_{\ 23}^{\ }} | 21.07.1928 Białystok   | Klasa B - 1 kol.        | -              | W              | Makabi Białystok     | 2:3            |                 | ?               | 2               | 3:2             |
| {\displaystyle 2_{\ 24}^{\ }} | 28.07.1928 Białystok   | Klasa B - 2 kol.        | -              | D              | ŻKS Białystok        | 1:4            |                 | ?               | 2               | 4:6             |
| {\displaystyle 3_{\ 25}^{\ }} | 5.08.1928 Białystok    | Klasa B - 3 kol.        | -              | W              | Jutrznia Białystok   | 1:7            |                 | ?               | 4               | 11:7            |
| {\displaystyle 4_{\ 26}^{\ }} | (12).08.1928 Białystok | Klasa B - 4 kol.        | -              | D              | HKS Białystok        | 9:2            |                 | ?               | 6               | 20:9            |
| {\displaystyle 5_{\ 27}^{\ }} | 26.08.1928 Białystok   | Klasa B - 5 kol.        | -              | W              | PKS Sparta Białystok | 0:0            |                 | ?               | 7               | 20:9            |
| {\displaystyle 6_{\ 28}^{\ }} | 2.09.1928 Białystok    | Klasa B - 6 kol.        | -              | D              | Makabi Białystok     | 3:5            |                 | ?               | 7               | 23:14           |
| {\displaystyle 7_{\ 29}^{\ }} | ?.09.1928 Białystok    | Klasa B - 7 kol.        | -              | W              | HKS Białystok        | 0:3            |                 | ?               | 9               | 26:14           |
| {\displaystyle 8_{\ 30}^{\ }} | 30.09.1928 Białystok   | Klasa B - 8 kol.        | -              | W              | ŻKS Białystok        | 1:3            |                 | ?               | 11              | 29:15           |
| {\displaystyle 9_{\ 31}^{\ }} | 7.10.1928 Białystok    | Klasa B - 9 kol.        | -              | D              | Jutrznia Białystok   | 8:1            |                 | ?               | 13              | 37:16           |
| {\displaystyle 10_{\ 32}^{\ }} | 21.10.1928 Białystok   | Klasa B - 10 kol.       | -              | D              | PKS Sparta Białystok | 3:0            |                 | ?               | 15              | 40:16           |
| {\displaystyle 11_{\ }^{\ }} | 11.11.1928 Białystok   | Mecz o 1 m-ce           | -              | N              | Makabi Białystok     | 3:0            |                 | 1               |                 |                 |
| {\displaystyle 12_{\ }^{\ }} | 25.11.1928 Grodno      | O mistrz. podokr. biał. | -              | W              | Cresovia Grodno      | 1:1            |                 | 1               | 1               | 1:1             |
| {\displaystyle 13_{\ }^{\ }} | 9.12.1928 Białystok    | O mistrz. podokr. biał. | -              | D              | Cresovia Grodno      | 2:3            |                 | 2               | 1               | 3:4             |
| {\displaystyle 1_{\ 3}^{\ 2}} - (1) Liczba meczów w sezonie, (2) wszystkie mecze na najwyższym poziomie rozgrywkowym, (3) wszystkie mecze w rozgrywkach ligowych (bez baraży) - rozgrywki ligowe, - rozgrywki pucharu polski, - rozgrywki pucharu ligi, - rozgrywki ligi europejskiej, - mecze barażowe lub eliminacyjne, - inne. |                        |                         |                |                |                      |                |                 |                 |                 |                 |